# Szulim Treisman
Szulim Treisman lun Scholem (Shalom Chaim) Treistman (ur. 1892 w Żelechowie, zm. ?) – polski rabin, filozof, pedagog i lingwista, w latach 1946–1951 Naczelny Rabin Wrocławia.
Był absolwentem absolwent Wydziału Filozoficznego Uniwersytetu Wiedeńskiego, Wyższego Instytutu Judaistycznego prof. Chaima Hellerao i Uniwersytetów w Berlinie i w Würzburgu. W 1951 wyemigrował z Polski. W latach 1927–32 pełnił funkcję Naczelnego Rabina Finlandii, a następnie rabina Warszawy i przewodniczącego partii Mizrachi. Okres wojny spędził w ZSRR. W 1946 roku przyjechał do Wrocławia, gdzie pełnił funkcję rabina kongregacji wrocławskiej. We Wrocławiu pełnił również funkcje przewodniczącego Zarządu Okręgowego Żydowskich Kongregacji Wyznaniowych na Dolnym Śląsku, wiceprzewodniczącego Naczelnej Rady Religijnej i przewodniczącego Komitetu Organizacyjnego Kongregacji Wyznaniowych w Polsce. Wyemigrował z Polski na początku 1951 roku.